# 6964 Kunihiko
6964 Kunihiko è un asteroide della fascia principale. Scoperto nel 1990, presenta un'orbita caratterizzata da un semiasse maggiore pari a 2,3644262 UA e da un'eccentricità di 0,1765324, inclinata di 5,43005° rispetto all'eclittica.